# NGC 554A
NGC 554A is een lensvormig sterrenstelsel in het sterrenbeeld Walvis. Het hemelobject ligt 408 miljoen lichtjaar van de Aarde verwijderd en werd in 1886 ontdekt door de Amerikaanse astronoom Frank Muller. Het bevindt zich in de buurt van NGC 554B.

## Synoniemen
- PGC 5412
- MCG -04-04-013
- ESO 476-11
- SGC 012446-2259.0
- AM 0124-225